# Temps (échecs)
Pour les articles homonymes, voir Temps.
Le concept de temps se comprend de deux façons aux échecs :
- Le temps réel dont dispose chaque joueur pour réfléchir pendant une partie.

- Le temps nécessaire pour jouer un certain nombre de coups en vue d'atteindre un but spécifique. Ajouté à la puissance et à l'espace, le temps est un élément important de la théorie de base des échecs.

Une bonne gestion du temps est essentielle à deux périodes déterminantes des parties : 
- En début de partie quand il est important de développer ses pièces plus rapidement que l'adversaire.

- En fin de partie car la maîtrise du tempo constitue un avantage décisif dans la finale.